# Rudolf August van Brunswijk-Wolfenbüttel
Rudolf August van Brunswijk-Wolfenbüttel (Hitzacker, 16 mei 1627 - Hedwigsburg, 26 januari 1704) was van 1666 tot aan zijn dood hertog van Brunswijk-Wolfenbüttel. Hij behoorde tot het Nieuwere Huis Brunswijk.

## Levensloop
Rudolf August was de oudste zoon van hertog August van Brunswijk-Wolfenbüttel uit diens tweede huwelijk met Dorothea, dochter van vorst Rudolf van Anhalt-Zerbst.
In 1666 volgde hij zijn vader op als hertog van Brunswijk-Wolfenbüttel. Rudolf August wijdde zich echter vooral aan studeren en jagen. Hij liet een omvangrijke bibliotheek aanleggen en we  rd reeds in 1663 door zijn vader tot jachtmeester benoemd. Ook toonde hij al voor zijn troonsbestijging dat hij bereid was om burgers te helpen. In 1660 gaf hij de inwoners van Calvörde toestemming om het nodige brand- en bouwhout uit het Calvördebos te halen.
In 1667 stelde Rudolf August zijn jongere, machtsbeluste broer Anton Ulrich aan tot stadhouder. Hij trok zich meer en meer uit de staatszaken terug en liet ze over aan Anton Ulrich. In 1671 wisten de broers na een beleg van drie weken de stad Brunswijk te bezetten, wat een einde maakte aan de onafhankelijkheid van de stad. In 1685 benoemde Rudolf August Anton Ulrich tot mederegent.
Toen hertog Ernst August van Brunswijk-Calenberg in 1692 tot keurvorst van Hannover werd verheven, voelden de broers zich verongelijkt. Zij schaarden zich in het begin van de 18e eeuw aan de zijde van Frankrijk in de Spaanse Successieoorlog, terwijl keurvorst George Lodewijk van Hannover en hertog George Willem van Brunswijk-Lüneburg de zijde van keizer Leopold I hadden gekozen. Hannover en Lüneburg vielen uiteindelijk in 1702 Brunswijk-Wolfenbüttel binnen. Anton Ulrich werd afgezet door de keizer en vluchtte. Hierdoor regeerde Rudolf August de laatste twee jaar van zijn leven alleen over Brunswijk-Wolfenbüttel.
Tijdens zijn regering ontwikkelde Rudolf August ook een grote bouwwoede. Zo liet hij in 1671 een weg tussen de steden Brunswijk en Wolfenbüttel aanleggen en liet hij tussen 1698 en 1702 de hof- en slotkerk van Seesen herbouwen. Daarenboven liet hij in 1695 de Waterburcht in Vechelde, nabij Brunswijk, ombouwen tot jacht- en lustslot, ter ere van zijn tweede echtgenote. Verder was hij ook lid van het literaire Vruchtdragende Gezelschap en verkocht hij zijn privébibliotheek in 1702 aan de Universiteit van Helmstedt.
Rudolf August overleed in januari 1704 op 76-jarige leeftijd in het Slot van Hedwigsburg, ten zuiden van Wolfenbüttel. Omdat hij geen mannelijke nakomelingen had, werd hij opgevolgd door zijn jongere broer Anton Ulrich.

## Huwelijken en nakomelingen
In 1650 huwde hij met Christiane Elisabeth (1634-1681), dochter van graaf Albrecht Frederik van Barby. Ze kregen drie dochters:
- Dorothea Sophia (1653-1722), huwde in 1673 met hertog Johan Adolf van Sleeswijk-Holstein-Sonderburg-Plön
- Christina Sophia (1654-1695), huwde in 1681 met hertog August Willem van Brunswijk-Wolfenbüttel
- Eleonora Sophia (1655-1656)

Op 7 juni of 7 juli 1681 huwde Rudolf August morganatisch met de achttienjarige barbiersdochter Rosine Elisabeth Menthe (1663-1701). Dit huwelijk bleef kinderloos.